# Kaapverdische mus
De Kaapverdische mus (Passer iagoensis) is een zangvogel uit de familie van mussen (Passeridae).

## Verspreiding en leefgebied
Deze soort is endemisch op de Kaapverdische eilanden.

## Kenmerken
De Kaapverdische mus is te onderscheiden van andere leden van de familie Passeridae door de mechanische roep en zang. Het voorhoofd is zwart en het mannetje heeft een opvallende oranje wenkbrauwstreep.